# Сто лет тому вперёд (фильм)
«Сто лет тому вперёд» — российский фантастический фильм 2024 года режиссёра Александра Андрющенко по мотивам одноимённой повести Кира Булычёва. Главных героев, Алису Селезнёву и Колю Герасимова, сыграли Дарья Верещагина и Марк Эйдельштейн, космических пиратов Весельчака У и Глота — Александр Петров и Юрий Борисов соответственно. Картина не оправдала надежды авторов в прокате, отзывы критиков были умеренно положительными.

## Сюжет
В недалёком будущем Земля вступила в Космическую федерацию, что помогло ускорить прогресс. При этом Земле пришлось вступить в войну с Альянсом пиратов, которым руководл Глот. Этот пират владел предметом под названием «космион», позволяющим перемещаться в прошлое, чтобы изменить ход любой битвы. Землянка Кира Селезнёва смогла победить Глота, но ей пришлось переместиться с космионом в прошлое на 100 лет, чтобы он снова не достался пиратам. Не имея возможности вернуться, Кира начала новую жизнь в роли учительницы. Её дочь Алиса, не веря рассказам о гибели матери, тренируется, чтобы вступить в кадетский корпус и начать поиски.   
В 2024 году ученики Киры Коля Герасимов и Фима Королёв натыкаются в её кабинете на тайник с космионом. Коля случайно активирует его, космион внедряется в его тело и переносит его в 2124 год. Там он встречает Алису. Её отец, профессор Селезнёв, обнаруживает, что в Колю внедрён космион, рассказывает Алисе правду о матери и показывает письмо Киры из прошлого.
Пират Весельчак У, избранный капитаном Альянса, проникает в тюрьму, где держат Глота. Тот рассказывает, что без космиона пираты не смогут захватить ни одну планету, и что сейчас он чувствует появление космиона. Пираты клянутся не вредить друг другу и отправляются в Космозоо. Глот использует способность подавлять волю людей, чтобы заставить Колю убить профессора, но космион из-за этого активируется, и Коля, Алиса, пираты и робот Вертер переносятся в 2024 год. Глот оставляет Весельчака У, и дальше пираты действуют по принципу «каждый сам за себя».
Коля знакомит Алису с Фимой и со своей мамой и приводит в школу, но вскоре их выслеживает Весельчак У. Чтобы активировать космион, Алиса целует Колю, и герои отправляются в будущее. Они попадают в новый мрачный мир. Выясняется, Фима в день перемещения Коли побывал в его квартире и случайно принял сигнал заблудившегося инопланетного курьера, что привело Землю к вступлению в Космическую федерацию. Однако оказавшийся в прошлом Глот направил Фиму в школу и принял сигнал сам, изменив таким образом ход истории: Земля вместо Федерации вступила в Альянс пиратов, а Глот стал её диктатором. Вертер приводит героев к Весельчаку У, который за 100 лет почти не постарел и жаждет отомстить Глоту. Герои отправляются в квартиру Коли, но попадают в ловушку. Весельчак погибает, что освобождает Глота от клятвы. Коля отправляет одноклассников в прошлое, а сам уносится в будущее. Глот в будущем заставляет Алису задушить Колю и захватывает космион, а в прошлом в бою в Колиной квартире побеждает Киру. 
Алисе удаётся реанимировать Колю. Тот заявляет Глоту, что в прошлом его товарищи всё ещё могут победить пирата, и Глот предлагает ему посмотреть самому, как он всех убьёт. Однако, когда Глот, Алиса и Коля оказываются в 2024 году, Глот из будущего встречает Глота из прошлого, и возникает парадокс, из-за которого Глот исчезает. Алису и Киру сила аномалии выбрасывает в 2124 год, а Коля и его одноклассники остаются в 2024 году. Коля приходит в себя в больнице, где Фима рассказывает, что успел принять сигнал, вернув историю в прежнее русло. Коля пишет письмо с предупреждением, которое через сто лет вручат профессору Селезнёву.
В финале Коля с друзьями сажают дерево как символ заботы о будущем. Коля рисует на дереве сердце, Алиса в будущем получает это послание.

## В ролях
| Актёр                   | Роль                                               |
| ----------------------- | -------------------------------------------------- |
| Даша Верещагина         | Алиса Селезнёва                                    |
| Марк Эйдельштейн        | Коля Герасимов (ученик 11-го класса)               |
| Александр Петров        | Весельчак У (космический пират)                    |
| Виктория Исакова        | Кира Селезнёва / Маргарита Степановна (мать Алисы) |
| Юра Борисов             | Глот (капитан альянса космических пиратов)         |
| Константин Хабенский    | Игорь Селезнёв (профессор биологии, отец Алисы)    |
| Кирилл Митрофанов       | Фима Королёв (друг и одноклассник Коли)            |
| Софья Цибирева          | Настя Алтухина (одноклассница Коли)                |
| Матвей Астраханцев      | Витька (одноклассник Коли)                         |
| Фёдор Бондарчук         | Вертер (робот; озвучка)                            |
| Мария Майкова-Слидовкер | Виктория Сергеевна (мама Коли Герасимова)          |
| Лев Зулькарнаев         | космический курьер                                 |

## Создание и релиз

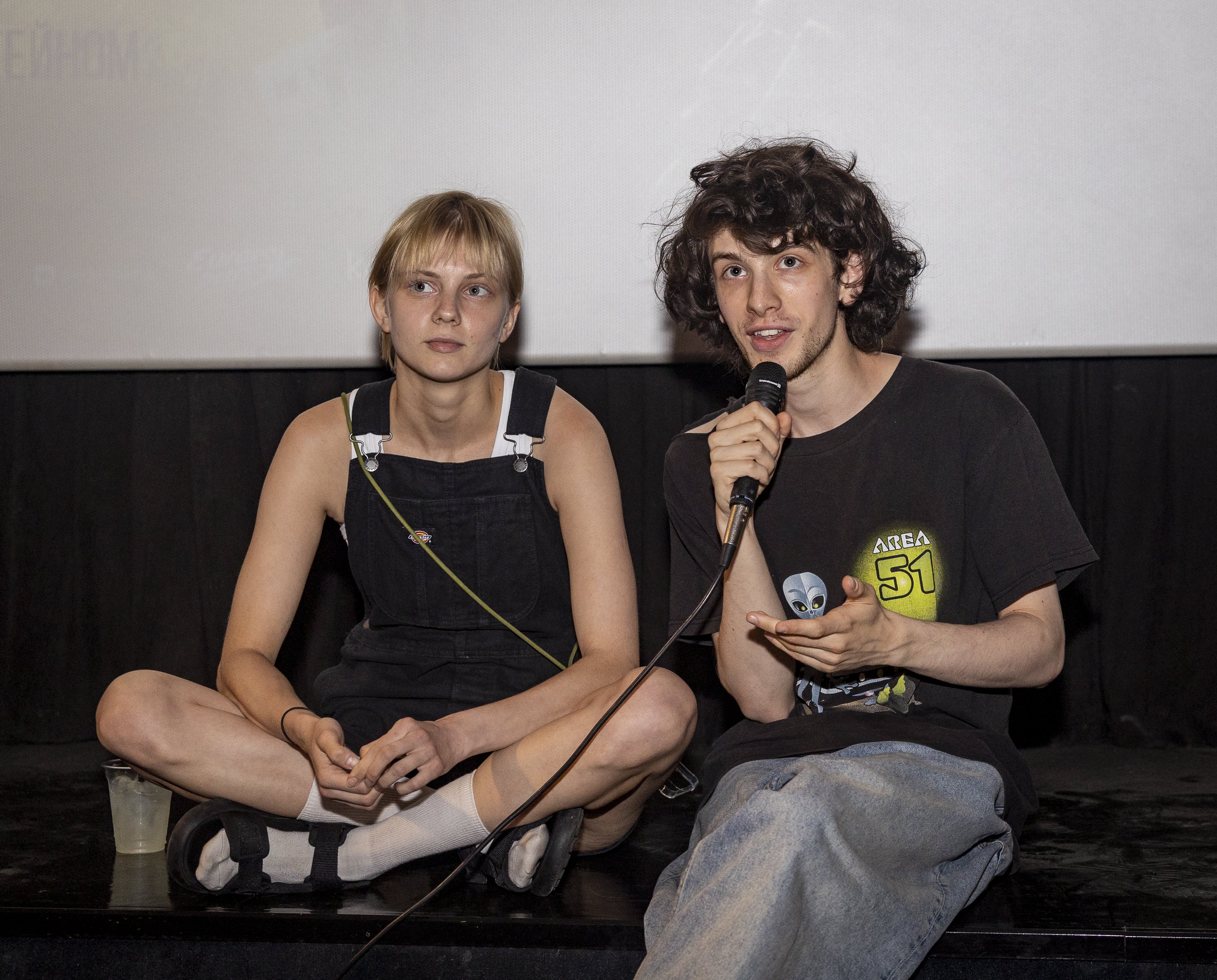
Марк Эйдельштейн и Дарья Верещагина на встрече со зрителями в Израиле. 2024

Впервые о желании экранизировать повесть Кира Булычёва заявил в начале января 2020 года продюсер фильма «Вторжение» Михаил Врубель. Изначально режиссёром должен был стать Егор Баранов, в итоге этот пост занял Александр Андрющенко. Оператором стал Михаил Милашин, продюсировали проект Михаил Врубель, Фёдор Бондарчук и Вадим Верещагин. Впервые создатели проекта заявились на питчинг проектов Фонда кино в 2021 году, где рассказали о том, что на роли Весельчака У и Крыса Крокрыса планируют взять Сергея Бурунова и Константина Хабенского, но не получили финансирования. В следующем году Фонд Кино всё же поддержал проект. Съёмки проходили в ноябре — декабре 2022 года. Тогда же стало известно, что родителей Алисы в картине играют Константин Хабенский и Виктория Исакова.
В декабре 2022 года вышел тизер фильма, из которого стало известно, что Колю Герасимова сыграет Марк Эйдельштейн, в апреле 2023 года — первый трейлер, из которого стали известны исполнители остальных ролей. В день выхода первого трейлера появился и постер фильма. Картина вышла в прокат 18 апреля 2024 года, хотя изначально это было запланировано на 28 декабря 2023 года. Дистрибьюцией занималась компания «Централ Партнершип».
В первый уик-энд фильм возглавил российский прокат, собрав 309,2 млн рублей. Это был шестой лучший старт 2024 года на тот момент. После первых 10 дней проката касса превысила 600 миллионов рублей. Относительно высокие сборы были связаны с месячным мораторием на премьеры и прокат зарубежных фильмов, введённым по предложению Ассоциации владельцев кинотеатров. Тем не менее к 22 апреля стало понятно, что сборы вдвое ниже ожидаемых — 307 миллионов рублей вместо 700—800. В общей сложности за 28 недель проката (с 18 апреля по 3 ноября 2024 года) фильм собрал 1 532 742 397 рублей.
| Неделя проката        | Сборы (руб) |
| --------------------- | ----------- |
| Первая 18.04-24.04    | 372 184 158 |
| Вторая 25.04-01.05    | 392 904 706 |
| Третья 02.05-08.05    | 191 617 244 |
| Четвертая 09.05-15.05 | 263 201 904 |
| Пятая 16.05-22.05     | 76 515 688  |
| Шестая 23.05-29.05    | 57 332 696  |

28 июня 2025 года картина вышла на телевизионном канале «Россия-1».

## Оценки
Некоторые издания отмечают, что фильм нельзя назвать ни экранизацией одноимённой ему повести, ни ремейком сериала «Гостья из будущего» — настолько сильно отличаются их сюжеты и персонажи. Так, действие перенесено в 2024 и 2124 годы. Алиса, Коля и его одноклассники стали значительно старше, поменялись и их характеры. При этом фамилия Коли, Герасимов, взята из сериала, в то время как в книге он носит фамилию Наумов. Изменилось во многих деталях описание мира будущего. Робот Вертер, который впервые появляется в сериале в облике андроида, в фильме превратился в летающий дрон. Радикально изменились и образы космических пиратов: их даже называют самостоятельными персонажами, не имеющими отношения к Булычёву. При этом присутствующий в книге и сериале Крыс заменён другим персонажем — Глотом, взятым из мультфильма «Тайна третьей планеты» (экранизации другой повести Кира Булычёва, «Путешествие Алисы»), где он тоже заменил Крыса. Вместо миелофона (прибора для чтения мыслей) пираты охотятся за космионом, веществом, помогающим перемещаться во времени.
Фильм получил сдержанно положительные оценки в российской прессе. Его хвалили в обзорах изданий «Кинопоиск», «Аргументы и факты», «Ведомости», «Чемпионат», VK Play и «Метро». Более скептически «Сто лет тому вперёд» оценили авторы изданий «КоммерсантЪ», где фильм назвали «отдающим пластмассой», и «Комсомольская правда», где фильм назвали «терпимым», но затянутым. Журнал «Афиша» опубликовал резко отрицательный обзор, автор которого охарактеризовал фильм как «марвелкор» и «лютый кринж», где «светлое будущее выглядит фейком». В журнале «Мир фантастики» опубликовали мнения двух рецензентов, один из которых поклонник книг Булычёва, другой — любитель кино; первый оценил фильм положительно при отрицательных ожиданиях и назвал его «увлекательным зрелищем со здоровой щепоткой гиковщины», второй отметил, что фильм «достойно выглядит и не лишён очарования», но при этом сказал, что «его проблема — в идентичности, в том, что он хочет нравиться одновременно всем». Во многих рецензиях, даже не положительных, авторы высоко оценивали игру Петрова и Борисова. Игра Верещагиной, юмор и динамичность сюжета тоже удостоились положительных оценок. Недостатком многие критики сочли попытки создателей угодить современным подросткам — использование молодёжного сленга, рэпа, отсылки к современной поп-культуре, продакт-плейсмент.
Рецензент «Ленты.ру» Ярослав Забалуев охарактеризовал «Сто лет тому вперёд» как «постмоденистский треш-винегрет», наполненный отсылками ко множеству произведений массовой культуры последних десятилетий. По мнению критика, эта особенность «позволяет фильму дышать, сообщает ему неподдельные искренние эмоции, перебивающие навязчивый маркетинг, дизайнерские недоделки и режиссерские просчеты».
Награды
- Премия Golden Trailer Award в номинации «Лучший зарубежный экшн» (2024)[32]
- Премия «Событие года» журнала «КиноРепортер» в номинации «Прорыв года» (2024)[33]

## Продолжение
В сентябре 2024 года на презентации нового сезона «Кинопоиска» было объявлено, что фильм станет первой частью франшизы: у него появится сиквел, в дальнейшем будет снят сериал. За продакшн взялись «Плюс Студия» и «Водород». Выход трёх фильмов запланирован на 2025, 2026 и 2027 годы.